# Rimularia
Rimularia Nyl. (brodawczyca) – rodzaj grzybów z rodziny Trapeliaceae. Ze względu na współżycie z glonami zaliczany jest do grupy porostów.

## Systematyka i nazewnictwo
Pozycja w klasyfikacji według Index Fungorum: Trapeliaceae, Incertae sedis, Ostropomycetidae, Lecanoromycetes, Pezizomycotina, Ascomycota, Fungi.
Synonimy nazwy naukowej: Lambiella Hertel, Mosigia Fr.
Nazwa polska według Wiesława Fałtynowicza. Nazwy polskie według W. Fałtynowicza.
W Polsce występuje tylko jeden gatunek – brodawczyca trocinowata, misecznica Bocka (Rimularia gibbosa (Ach.) Coppins, Hertel & Rambold). Pozostałe gatunki, które dawniej zaliczane były do rodzaju Rimaria, zostały przeniesione do rodzaju Lambiella.